# Stenotaphrum
Stenotaphrum là một chi thực vật có hoa trong họ Hòa thảo (Poaceae).

## Loài
Chi Stenotaphrum gồm các loài: